# Нагорное (Сахновщинский район)
Нагорное (укр. Нагірне) — село, 
Лебедевский сельский совет,
Сахновщинский район,
Харьковская область.
Код КОАТУУ — 6324883504. Население по переписи 2001 года составляет 17 (5/12 м/ж) человек.

## Географическое положение
Село Нагорное находится на правом берегу реки Орель,
выше по течению на расстоянии в 1 км расположено село Красноярка,
ниже по течению на расстоянии в 2 км расположено село Надеждино,
на противоположном берегу — село Лиговка.

## История
- 1856 — дата основания.